# Heilig-Kreuz-Kirche (Dülmen)

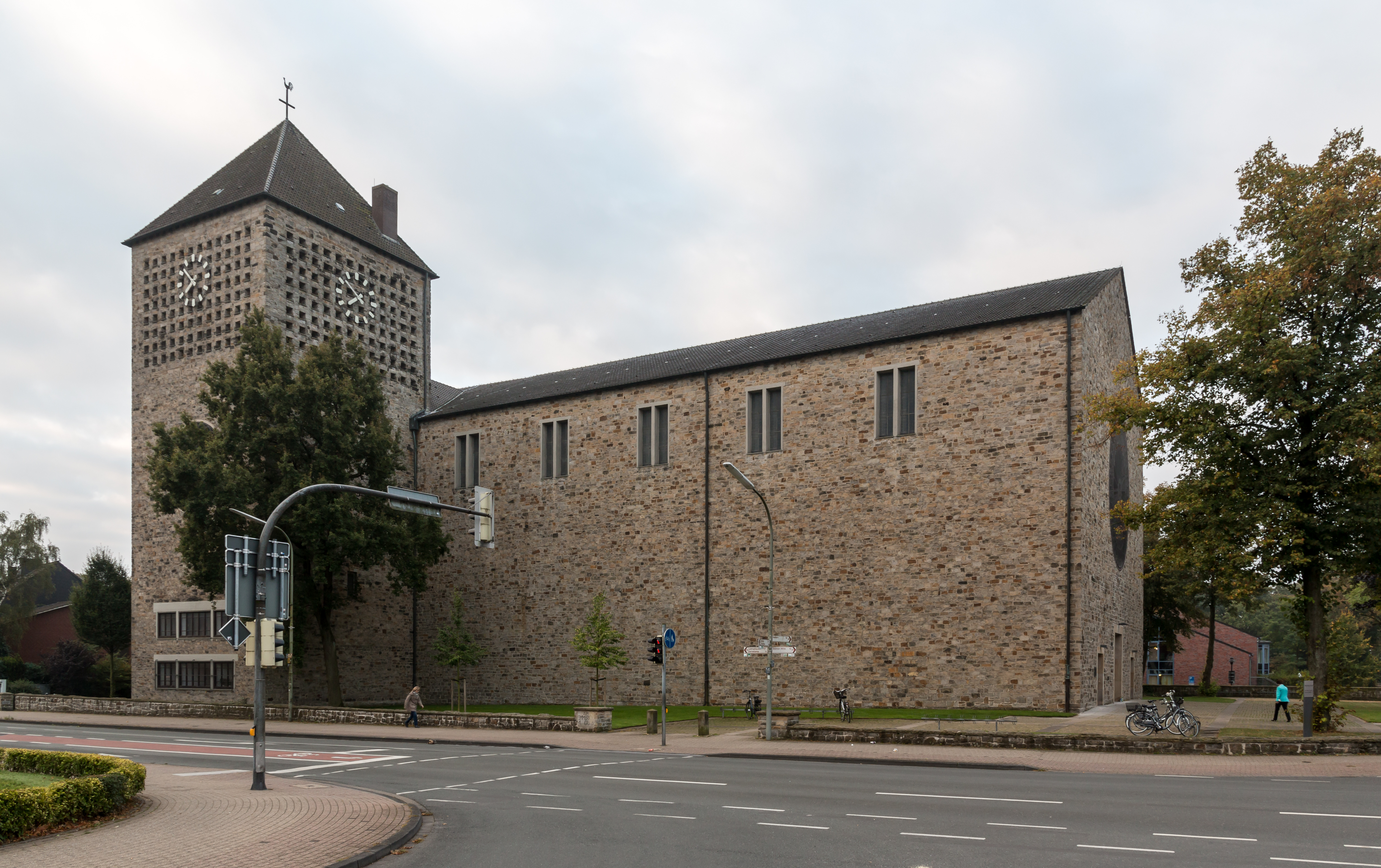
Heilig-Kreuz-Kirche

Die Heilig-Kreuz-Kirche ist eine römisch-katholische Pfarrkirche in Dülmen, in der sich das Grab der seligen Mystikerin Anna Katharina Emmerick befindet.

## Geschichte

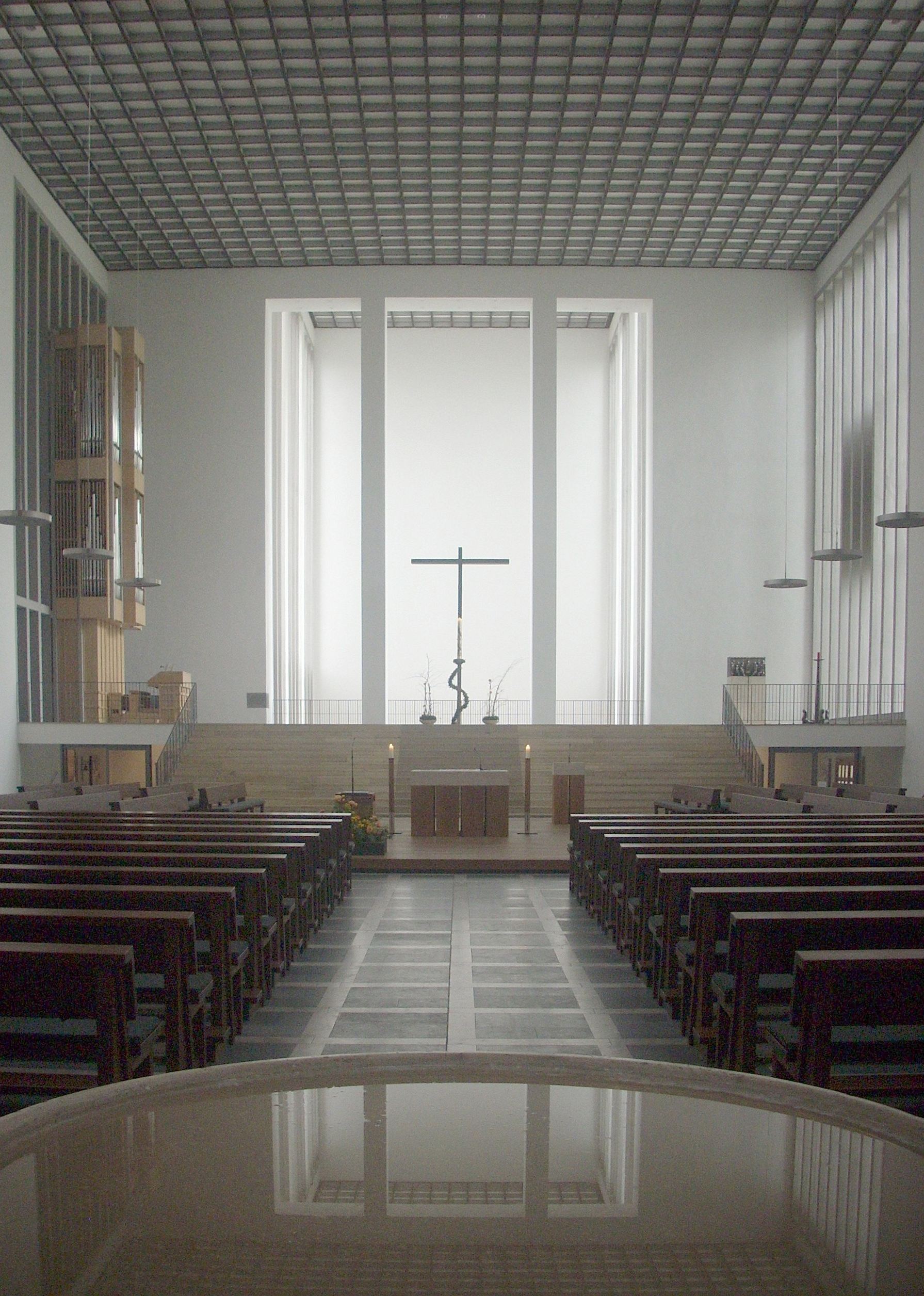
Innenansicht

Die Heilig-Kreuz-Kirche wurde 1936 bis 1938 an der Lüdinghauser Straße von dem Kirchenbaumeister Dominikus Böhm als zweite katholische Pfarrkirche gegen viele Widerstände in der Stadt erbaut und durch den damaligen Bischof von Münster Clemens August Graf von Galen als letzter Kirchenneubau Deutschlands vor dem Zweiten Weltkrieg am 16. November 1938 eingeweiht.
Den Auftrag zum Bau einer Gemeindekirche, die gleichzeitig als Grab- und Wallfahrtskirche für Anna Katharina Emmerick dienen sollte, erhielt Dominikus Böhm am 4. Oktober 1936.
Durch Bombentreffer am 22. März 1945 wurde die Kirche mit Ausnahme von Chor und Turm zerstört. Der Wiederaufbau des Bauwerks erfolgte bis 1953, die Taufkapelle wurde nicht wieder errichtet. Auch der Eingangsbereich wurde verändert, statt der vormals fünf Eingangstüren wurde auf drei Portale reduziert.
Die Kirche wurde in den Jahren 1971 bis 1974 umfangreich renoviert und 2004 bis 2005 durch die Architekten Feja und Kemper renoviert und umgestaltet. Bei der Umgestaltung wurde der Altar in die Mitte verlegt. Ihre Außenwände sind mit Ibbenbürener Sandstein verblendet.
Zu der Kirchengemeinde gehören die Kreuzkapelle, die Kapelle St. Michael in Rödder und die Marienkapelle in Visbeck sowie bis zur Profanierung 2008 die Kirche Maria Königin.
Die Gebeine der Anna Katharina Emmerick wurde 1975 nach Wiederaufnahme ihres Seligsprechungsprozesses vom benachbarten Friedhof, wo sie 1824 beerdigt wurde, in die Krypta der Kirche umgebettet. Nach der Seligsprechung im Jahr 2004 wurde das Grab umgestaltet und unter der Krypta die Anna-Katharina-Emmerick-Gedenkstätte eingerichtet. Dort kann u. a. das Krankenzimmer besichtigt werden, das aus dem inzwischen abgebrochenen Haus der Gastwirtschaft Limberg 1899 ausgebaut und im Originalzustand mitsamt den Einrichtungsgegenständen erhalten blieb.
2007 erhielten die Architekten Feja und Kemper als Anerkennung ihrer Arbeiten an der Kirche die „Auszeichnung guter Bauten“ (BDA Münster – Münsterland).

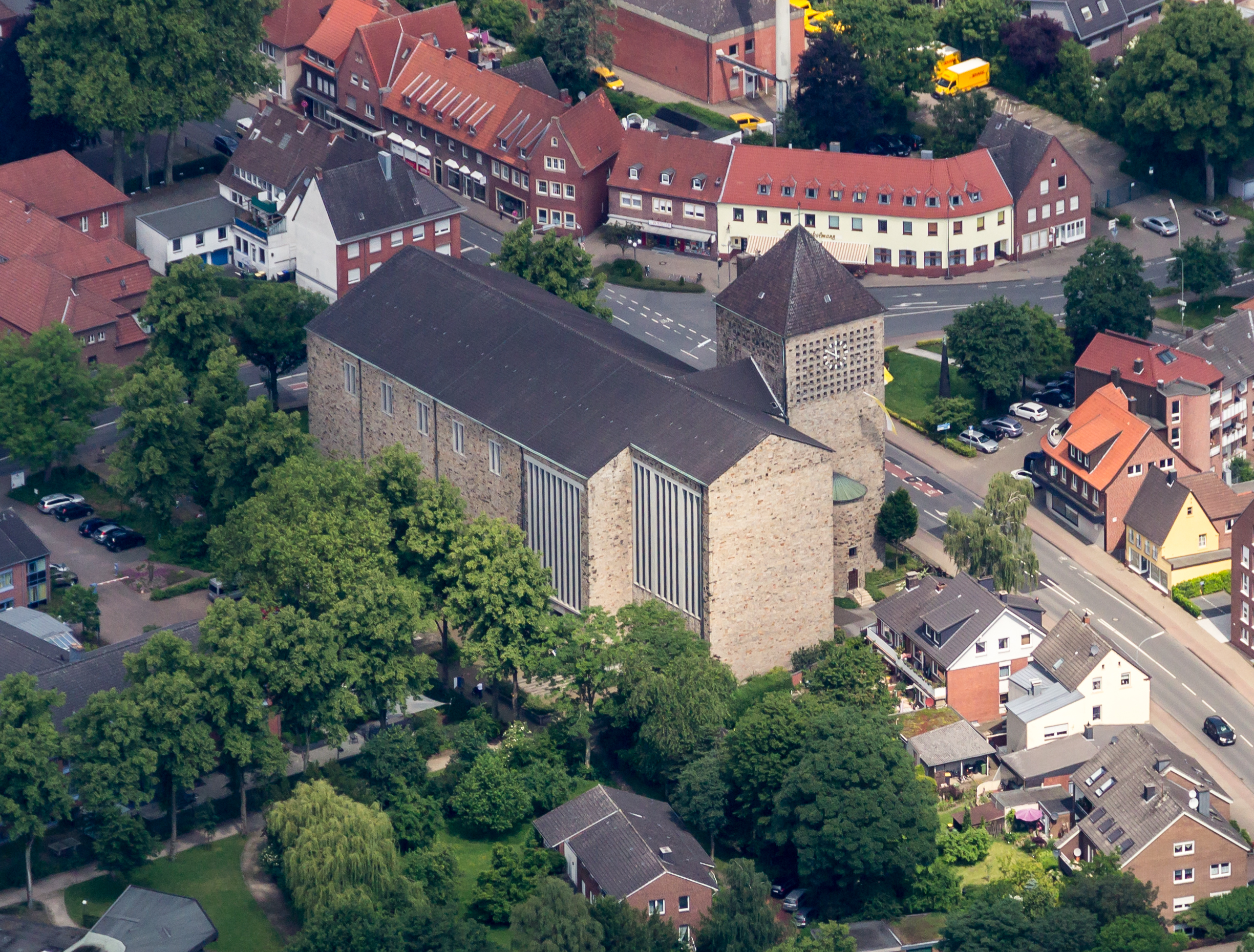
Luftbild, 2014
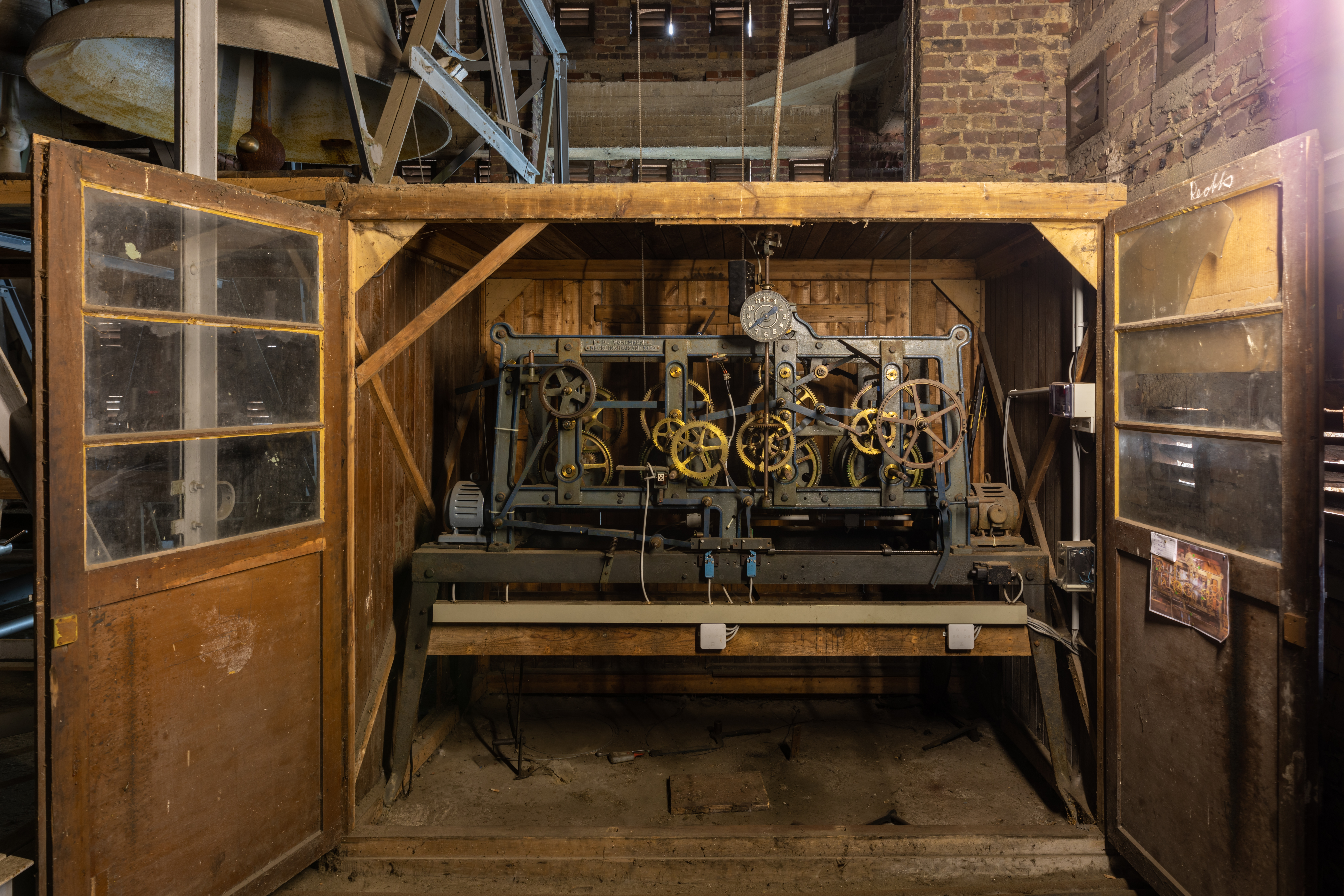
Uhrwerk
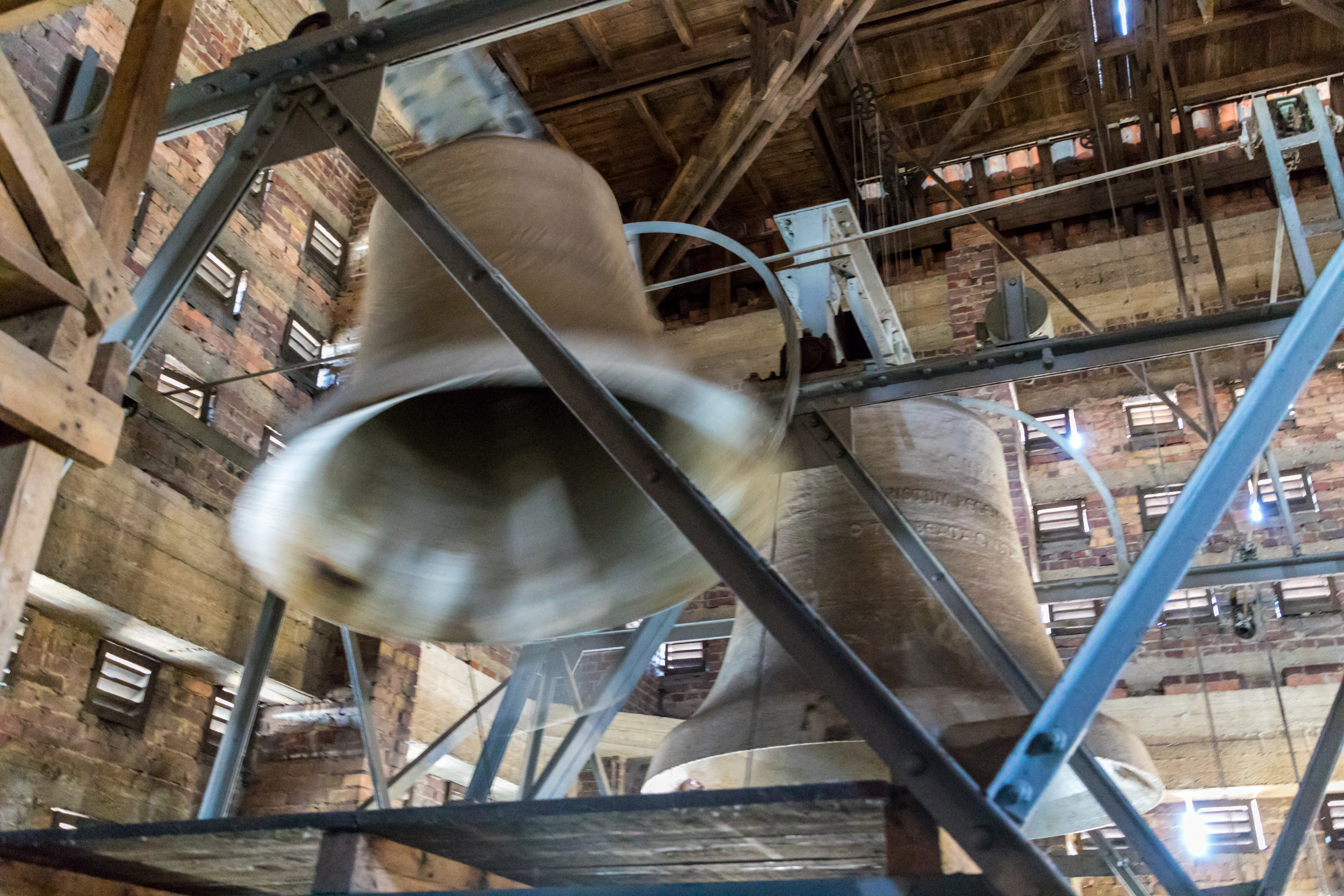
Glocken
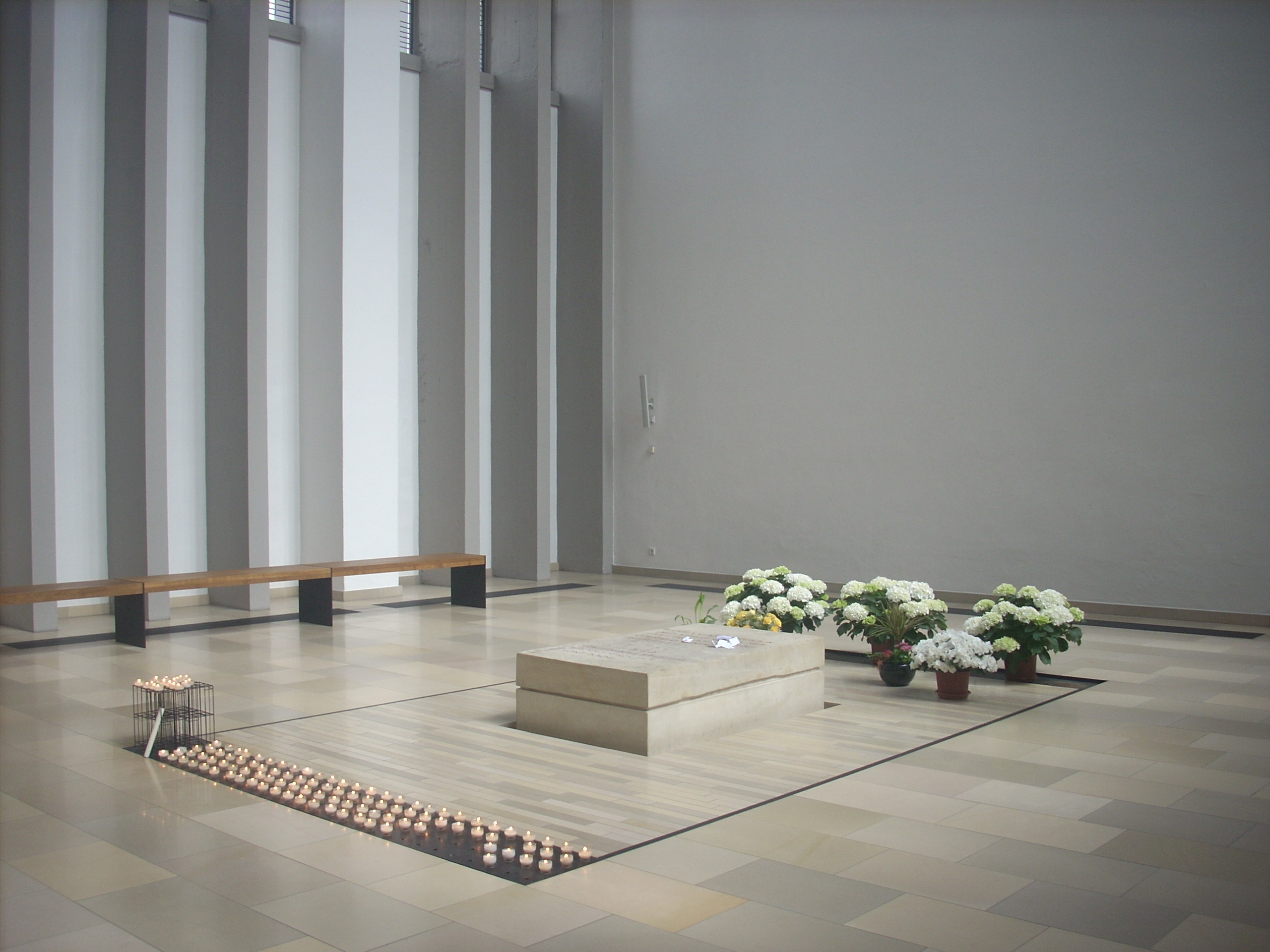
Krypta mit dem Grab Anna Katharina Emmericks
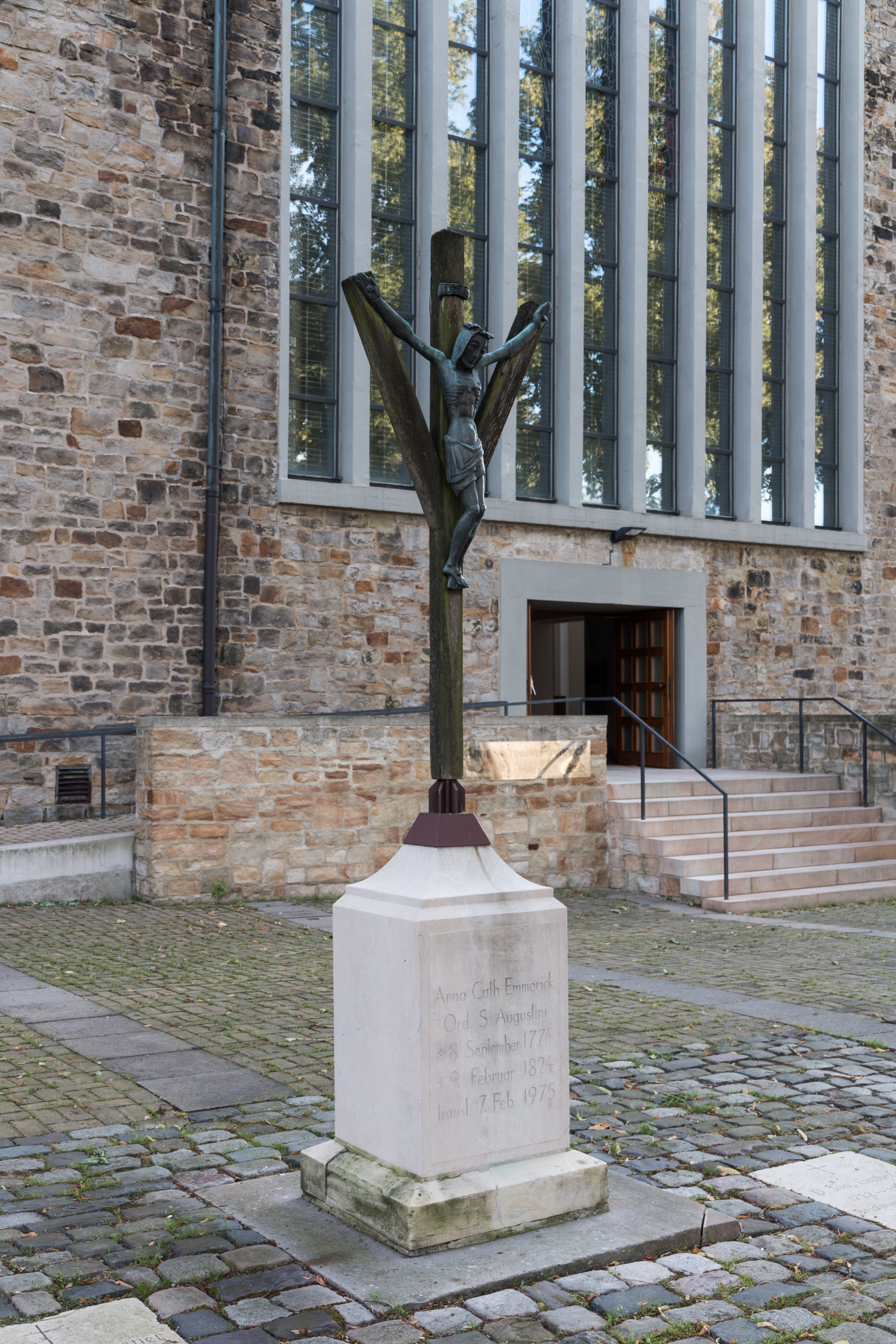
Grabstein und -kreuz der Anna Katharina Emmerick (Kreuz im September 2014 gestohlen)
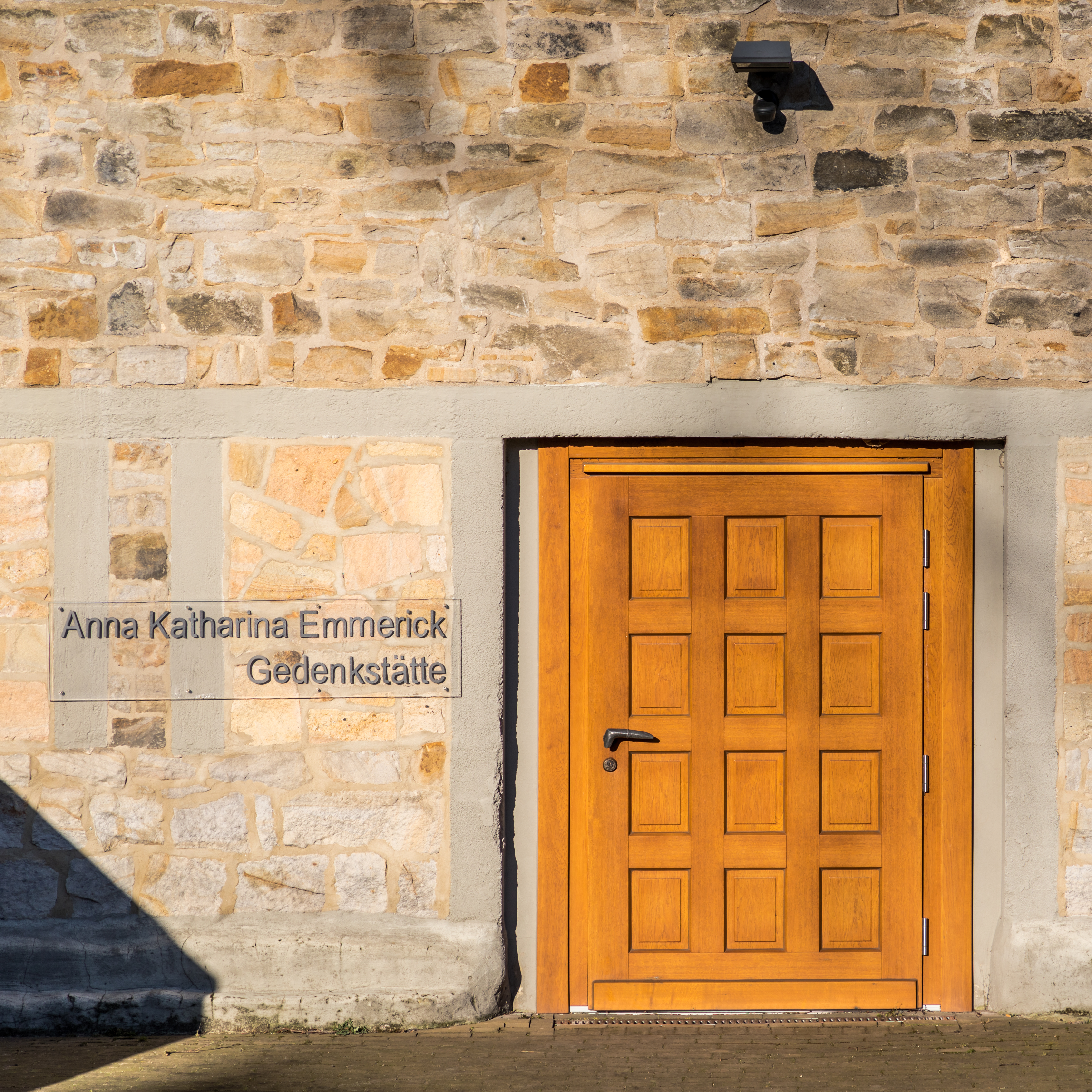
Eingang zur Gedenkstätte
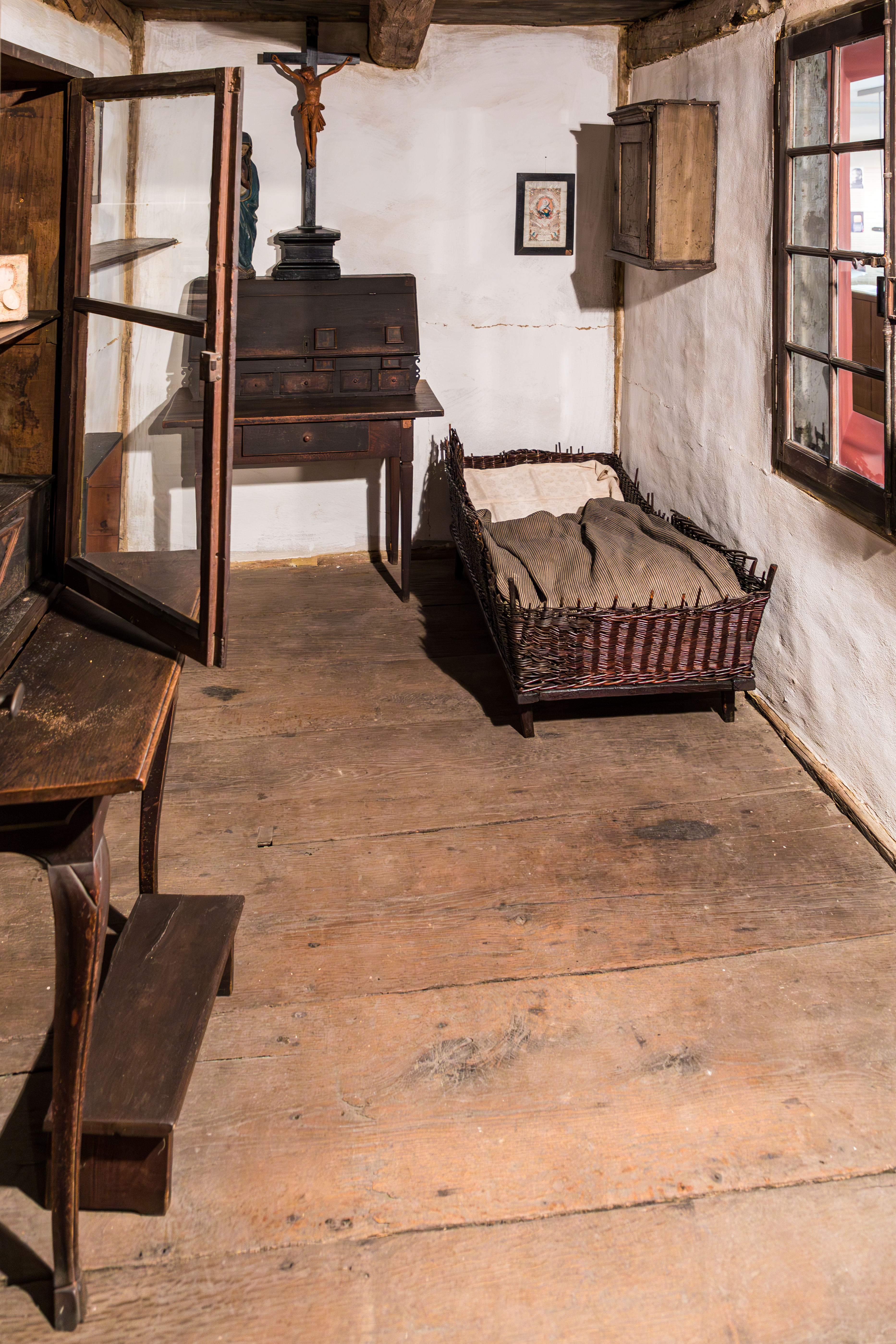
Krankenzimmer der Anna Katharina Emmerick

## Ausstattung

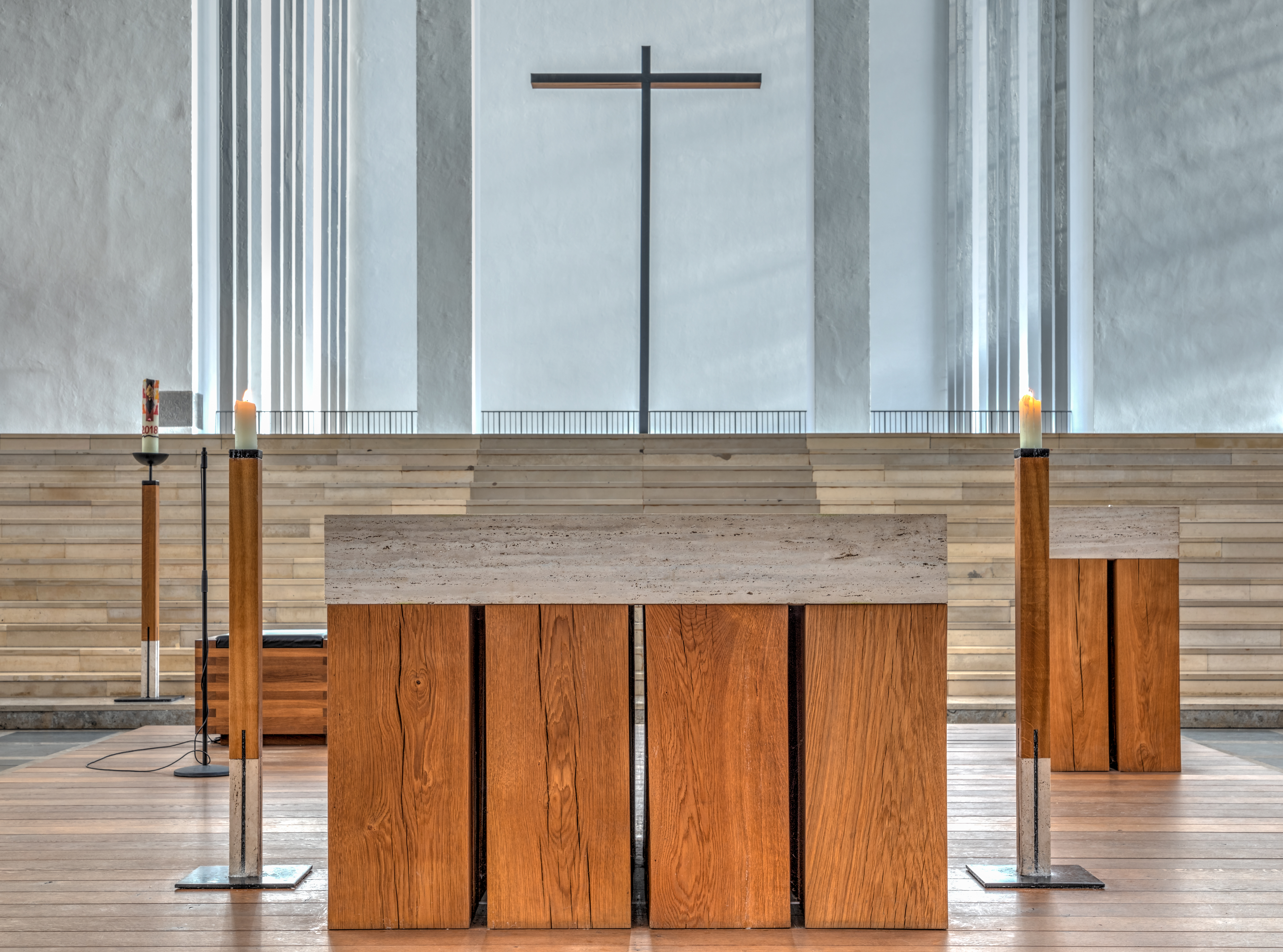
Altar

Besonders sehenswert ist eine an der Westseite der Heilig-Kreuz-Kirche befindliche Rosette aus 11.800 farbigen in Blei gefassten Scheiben mit einem Gesamtdurchmesser von neun Metern aus Mayener Basaltlava.
Der Altar steht auf einem Holzpodest und besteht aus einer Altarplatte aus römischen Travertin, die von 16 viereckigen Eichenholzpfosten getragen wird, wobei die 12 sichtbaren Pfosten die 12 Apostel symbolisieren.

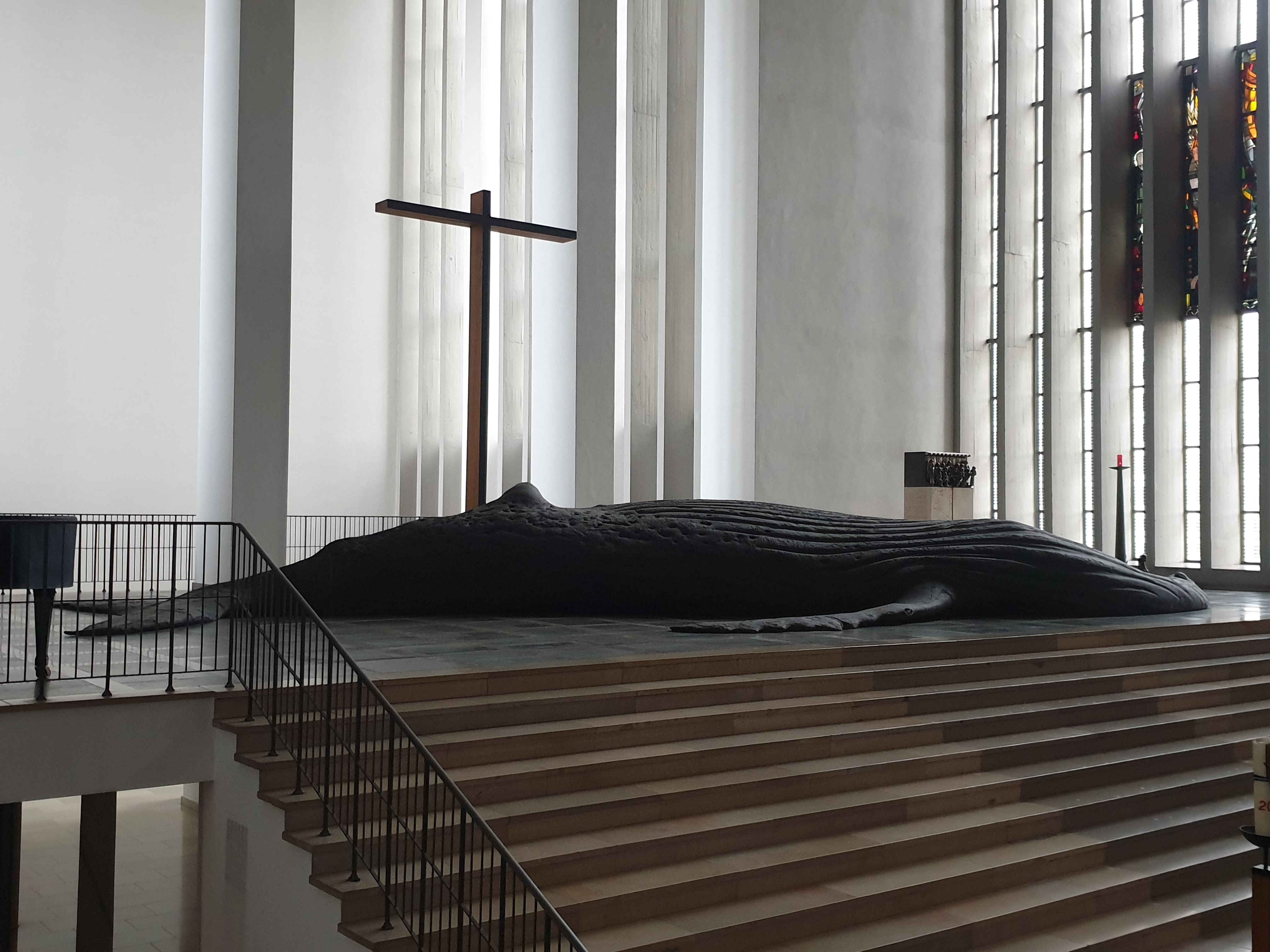
Kunstwerk The Cast Whale Project von Gil Shachar auf dem Hochchor

Auf dem Hochchor steht ein aufgerichtetes Standkreuz, welches sich in seiner dunklen Gestaltung vom hellen Raum abhebt. Es steht (ohne Korpus) sowohl für ein Todes- wie auch Auferstehungskreuz. Der Hochchor wird u. a. für Ausstellungen verwendet. 2022 wurde der gravitätische Platz als Ausstellungsfläche für das zeitgenössische Kunstwerk The Cast Whale Project genutzt.
In drei Fensterlamellen sind musizierende Engel zu sehen, die von Dominikus Böhms Sohn Gottfried 1945 entworfen wurden.
Eine Besonderheit ist die Lichtführung der im Stile einer römischen Basilika gehaltenen Kirche, die Besucher aus dem Halbdunkel des Kirchenschiffs zu einem lichthellen Stufenberg führt. Die Wegführung war ursprünglich dem Heiligen Weg nachempfunden, beginnend mit dem Weihwasserbecken zum Stufenberg mit dem Kreuz, jedoch 2005 um das Modell des Heiligen Kreises ergänzt.

## Orgel

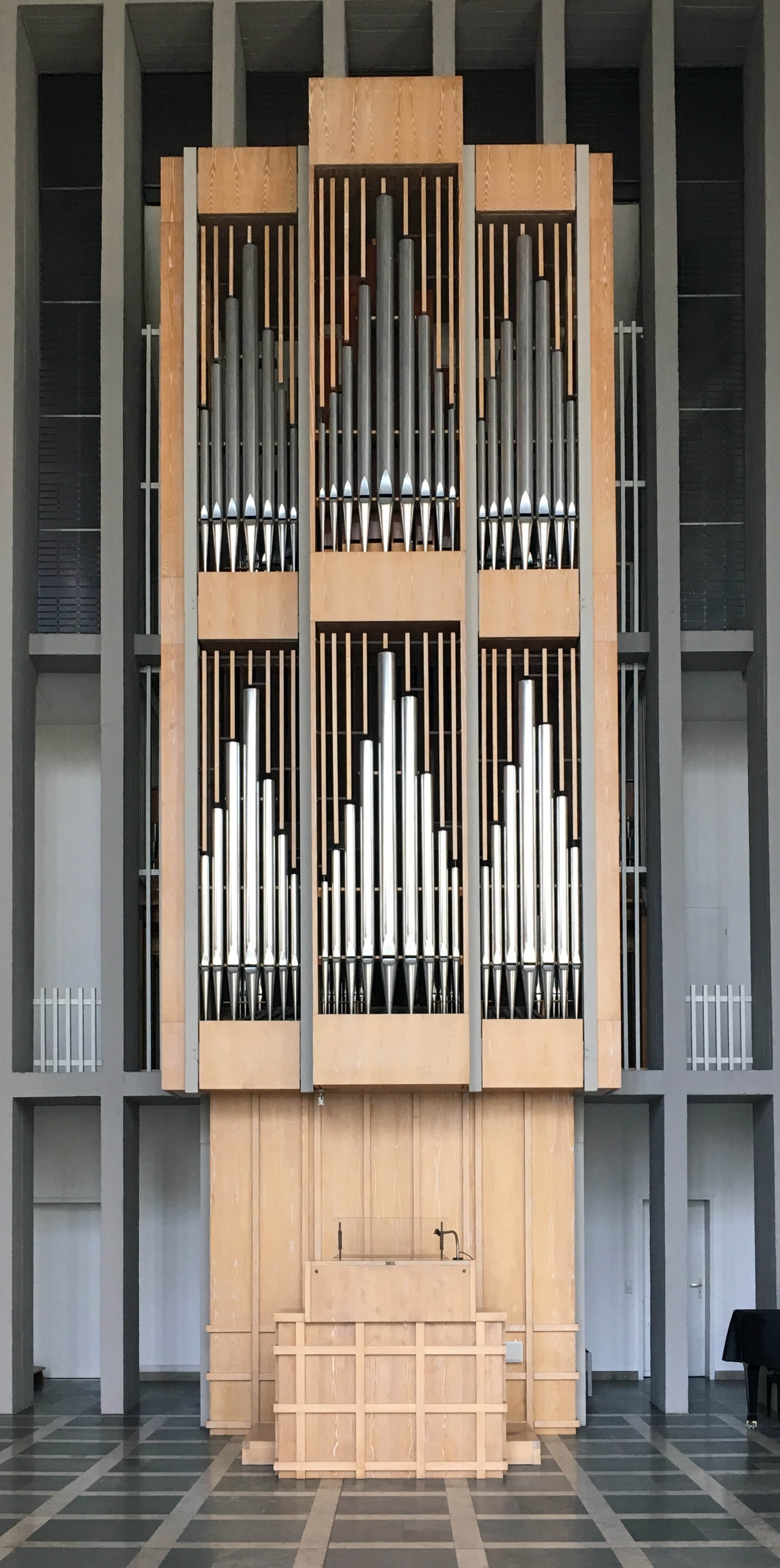
Breil-Orgel

Die Orgel wurde von dem Orgelbauer Franz Breil (Dorsten) erbaut. Das Schleifladen-Instrument hat 35 Register auf zwei Manualen und Pedal. Die Spieltrakturen sind mechanisch, die Registertrakturen elektrisch.
| I Hauptwerk C–g3 |               |         |
| 1.               | Pommer        | 16′     |
| 2.               | Principal     | 08′     |
| 3.               | Gamba         | 08′     |
| 4.               | Rohrgedackt   | 08′     |
| 5.               | Octave        | 04′     |
| 6.               | Nachthorn     | 04′     |
| 7.               | Quinte        | 02 ⁄3′  |
| 8.               | Superoctave 0 | 02′     |
| 9.               | Terz          | 01 3⁄5′ |
| 10.              | Mixtur IV     | 01 ⁄3′  |
| 11.              | Fagott        | 16′     |
| 12.              | Trompete      | 08′     |
|                  | Tremulant     |         |

| II Schwellwerk C–g3 |                      |        |
| 13.                 | Principal            | 08′    |
| 14.                 | Bordun               | 08′    |
| 15.                 | Quintadena           | 08′    |
| 16.                 | Salicional           | 08′    |
| 17.                 | Schwebung            | 08′    |
| 18.                 | Principal            | 04′    |
| 19.                 | Blockflöte           | 04′    |
| 20.                 | Flagolett            | 02′    |
| 21.                 | Larigot              | 01 ⁄3′ |
| 22.                 | Sifflet              | 01′    |
| 23.                 | Sesquialtera II      |        |
| 24.                 | Plein jeu IV         | 02′    |
| 25.                 | Trompette harmonique | 08′    |
| 26.                 | Hautbois             | 08′    |
|                     | Tremulant            |        |

| Pedal C–f1 |                   |        |
| 27.        | Principal         | 16′    |
| 28.        | Subbass           | 16′    |
| 29.        | Octavbass         | 08′    |
| 30.        | Gemshornbass      | 08′    |
| 31.        | Choralbass        | 04′    |
| 32.        | Rauschpfeife IV 0 | 02 ⁄3′ |
| 33.        | Posaune           | 16′    |
| 34.        | Trompetenbass     | 08′    |
| 35.        | Clarion           | 04′    |

- Koppeln: II/I, I/P, II/P

## Geläut
Das Geläut besteht aus vier Gussstahlglocken, die 1948 vom Bochumer Vereins gegossen wurden. Sie haben die Tonfolge h°-d'-e'-g'. Die große Glocke ist den Hochfesten vorbehalten.